# 苗浡然
苗浡然（1544年—？），字秀卿，號寔斋，直隸廣平府曲周縣人，民籍，明朝政治人物。

## 生平
隆慶元年（1567年）丁卯科順天府鄉試第二十三名舉人。隆慶五年（1571年）中式辛未科會試第三百六十八名，三甲第二百八十五名進士。刑部觀政，授山西山阴知县，调山东临朐县，萬曆五年（1577年）升户部主事，九年升员外郎、郎中，十二年官陕西佥事，丁憂歸。十三年复除陕西，萬曆十五年（1587年）十一月升陕西行太仆寺少卿兼佥事，十六年挟愤言事，被革职为民。

## 家族
曾祖苗富；祖父苗子用；父苗虎，母陳氏。慈侍下。弟油然、沛然、滋然。